# Ministère de la Présidence (Bolivie)
 (juin 2024).
La mise en forme du texte ne suit pas les recommandations de Wikipédia : il faut le « wikifier ».
Les points d'amélioration suivants sont les cas les plus fréquents. Le détail des points à revoir est peut-être précisé sur la page de discussion.
- Les titres sont pré-formatés par le logiciel. Ils ne sont ni en capitales, ni en gras.
- Le texte ne doit pas être écrit en capitales (les noms de famille non plus), ni en gras, ni en italique, ni en « petit »…
- Le gras n'est utilisé que pour surligner le titre de l'article dans l'introduction, une seule fois.
- L'italique est rarement utilisé : mots en langue étrangère, titres d'œuvres, noms de bateaux, etc.
- Les citations ne sont pas en italique mais en corps de texte normal. Elles sont entourées par des guillemets français : « et ».
- Les listes à puces sont à éviter, des paragraphes rédigés étant largement préférés. Les tableaux sont à réserver à la présentation de données structurées (résultats, etc.).
- Les appels de note de bas de page (petits chiffres en exposant, introduits par l'outil «  Source ») sont à placer entre la fin de phrase et le point final[comme ça].
- Les liens internes (vers d'autres articles de Wikipédia) sont à choisir avec parcimonie. Créez des liens vers des articles approfondissant le sujet. Les termes génériques sans rapport avec le sujet sont à éviter, ainsi que les répétitions de liens vers un même terme.
- Les liens externes sont à placer uniquement dans une section « Liens externes », à la fin de l'article. Ces liens sont à choisir avec parcimonie suivant les règles définies. Si un lien sert de source à l'article, son insertion dans le texte est à faire par les notes de bas de page.
- La présentation des références doit suivre les conventions bibliographiques. Il est recommandé d'utiliser les modèles {{Ouvrage}}, {{Chapitre}}, {{Article}}, {{Lien web}} et/ou {{Bibliographie}}. Le mode d'édition visuel peut mettre en forme automatiquement les références.
- Insérer une infobox (cadre d'informations à droite) n'est pas obligatoire pour parachever la mise en page.

Pour une aide détaillée, merci de consulter Aide:Wikification.
Si vous pensez que ces points ont été résolus, vous pouvez retirer ce bandeau et améliorer la mise en forme d'un autre article.
Le ministère de la Présidence est un ministère de l'État plurinational de Bolivie chargé d'apporter un soutien à la gestion présidentielle, de coordonner les pouvoirs de l'État, d'assurer une gestion publique avec la participation des organisations sociales et des peuples autochtones, et de mettre en place des mécanismes transparents de communication et de diffusion de l'information gouvernementale.
Le ministère des Autonomies est intégré au ministère de la Présidence en tant que vice-ministère au début de 2017. Depuis 2020, la ministre de la Présidence est María Nela Prada sous la présidence de Luis Arce.

## Organisation
Le ministère est constitué d'unités consultatives, administratives et de soutien, d'unités organiques, d'unités déconcentrées et d'unités décentralisées. Il compte en premier lieu trois vice-ministères : le vice-ministère de la Coordination avec les mouvements sociaux et la société civile, le vice-ministère de la Coordination et de la Gestion gouvernementales et le vice-ministère des Autonomies. Les unités déconcentrées sont composées du Journal officiel de Bolivie, de l'Unité d'analyse, de l'Unité d'exécution du Fonds national de solidarité et d'équité et de l'Unité des Projets spéciaux. Les unités décentralisées sont l'Office technique de renforcement des entreprises publiques, l'Agence de l'administration électronique et des technologies de l'information et de la communication ainsi que le Service d'État des autonomies.

## Ministres
Jusqu'en 1989, le ministère de la Présidence est communément appelé « Secrétariat général de la Présidence », un secrétariat sous le commandement du secrétaire général de la présidence.
Le président Jaime Paz Zamora, par le décret présidentiel n° 22292 du 6 août 1989, décide d'élever ladite institution publique en rang et elle est officiellement nommée « Ministère de la Présidence de la Bolivie ».
| Ministre                                 | Président                 | Mandat                              | Arrêté de désignation |
| ---------------------------------------- | ------------------------- | ----------------------------------- | --------------------- |
| Eduardo Quintanilla Ibarnegaray (-)      | Alfredo Ovando Candía     | 9 juin 1970 - 9 octobre 1970        | Arrêté 9254           |
| Mario Velarde Dorado † (1932-2021)       | Juan José Torres          | 9 octobre 1970 - 21 août 1971       | Arrêté 9407           |
| Alfredo Arce Carpio † (1941-2001)        | Hugo Banzer Suárez        | 22 août 1971 - 4 septembre 1972     | Arrêté 9861           |
| Carlos Iturralde Ballivían † (1941-2021) | Hugo Banzer Suárez        | 4 septembre 1972 - 23 avril 1973    | Arrêté 10454          |
| Mario Escobari Guerra (-)                | Hugo Banzer Suárez        | 23 avril 1973 - 10 septembre 1973   | Arrêté 10831          |
| Guido Valle Antelo † (-1976)             | Hugo Banzer Suárez        | 10 septembre 1973 - 4 décembre 1973 | Arrêté 11061          |
| Guillermo Bilbao La Vieja (-)            | Juan Pereda Asbún         | 24 juillet 1978 - 6 novembre 1978   | Arrêté 15689          |
| Luis Fernando Valle Quevedo (1945-)      | Juan Pereda Asbún         | 6 novembre 1978 - 24 novembre 1978  | Arrêté 15930          |
| Abel Elías Sainz (-)                     | David Padilla Arancibia   | 24 novembre 1978 - 11 mai 1979      | Arrêté 15977          |
| Jaime Arancibia Echeverria (-)           | David Padilla Arancibia   | 11 mai 1979 - 8 août 1979           | Arrêté 16461          |
| René Canelas López † (1917-1988)         | Wálter Guevara Arze       | 13 août 1979 - 12 octobre 1979      | Arrêté 17037          |
| Fernando Aguirre Bastos (-)              | Wálter Guevara Arze       | 12 octobre 1979 - 1 novembre 1979   | Arrêté 17090          |
| Boris Maricovic Cordova (-)              | Alberto Natusch Busch     | 1 novembre 1979 - 16 novembre 1979  | Arrêté 17100          |
| Gastón Aráoz Levy (-)                    | Lidia Gueiler Tejada      | 19 novembre 1979 - 29 février 1980  | Arrêté 17118          |
| Salvador Romero Pittari † (1938-2012)    | Lidia Gueiler Tejada      | 29 février 1980 - 17 juillet 1980   | Arrêté 17231          |
| Mario Escobari Guerra (-)                | Luis Garcia Meza Tejada   | 18 juillet 1980 - 25 février 1981   | Arrêté 17529          |
| Jorge Salazar Crespo (-)                 | Luis Garcia Meza Tejada   | 25 février 1981 - 1 juillet 1981    | Arrêté 18026          |
| Marcelo Galindo de Ugarte † (1929-1995)  | Luis Garcia Meza Tejada   | 1 juillet 1981 - 7 septembre 1981   | Arrêté 18443          |
| Juan Carlos Durán Saucedo † (1949-2023)  | Celso Torrelio Villa      | 7 septembre 1981 - 19 juillet 1982  | Arrêté 18586          |
| Alfredo Careaga Guereca (-)              | Guido Vildoso Calderón    | 21 juillet 1982 - 10 octobre 1982   | Arrêté 19075          |
| Horacio Torres Guzmán † (1930-2020)      | Hernán Siles Zuazo        | 10 octobre 1982 - 29 août 1983      | Arrêté 19230          |
| Benjamín Miguel Harb † (1926-2008)       | Hernán Siles Zuazo        | 29 août 1983 - 10 avril 1984        | Arrêté 19763          |
| Miguel Urioste Fernández (1948-)         | Hernán Siles Zuazo        | 10 avril 1984 - 10 janvier 1985     | Arrêté 20072          |
| Freddy Peñaloza Orrico (†)               | Hernán Siles Zuazo        | 10 janvier 1985 - 6 août 1985       | Arrêté 20676          |
| Guillermo Riveros Tejada † (1935-2012)   | Víctor Paz Estenssoro     | 6 août 1985 - 22 janvier 1986       | Arrêté 21045          |
| Juan Carlos Durán Saucedo † (1949-2023)  | Víctor Paz Estenssoro     | 22 janvier 1986 - 27 février 1987   | Arrêté 21175          |
| Walter Zuleta Roncal † (1936-2015)       | Víctor Paz Estenssoro     | 27 février 1987 - 6 août 1989       | Arrêté 21528          |
| Gustavo Fernández Saavedra (1940-)       | Jaime Paz Zamora          | 6 août 1989 - 6 août 1993           |                       |
| Carlos Sanchez Berzain (1959-)           | Gonzalo Sánchez de Lozada | 6 août 1993 - 5 janvier 1995        |                       |
| José Guillermo Justiniano † (1947-2007)  | Gonzalo Sánchez de Lozada | 5 janvier 1995 - 6 août 1997        |                       |
| Carlos Iturralde Ballivián † (1941-2021) | Hugo Banzer Suárez        | 6 août 1997 - 21 juin 1999          |                       |
| Franz Ondarza Linares † (1935-2014)      | Hugo Banzer Suárez        | 21 juin 1999 - 25 avril 2000        |                       |
| Walter Guiteras Denis † (1950-2020)      | Hugo Banzer Suárez        | 25 avril 2000 - 13 janvier 2001     |                       |
| Marcelo Perez Monasterios (-)            | Hugo Banzer Suárez        | 13 janvier 2001 - 6 août 2001       |                       |
| José Luis Lupo Flores (-)                | Jorge Quiroga Ramírez     | 8 août 2001 - 5 mars 2002           |                       |
| Alberto Leyton Avilés (-)                | Jorge Quiroga Ramírez     | 5 mars 2002 - 6 août 2002           |                       |
| Carlos Sanchez Berzain (1959-)           | Gonzalo Sánchez de Lozada | 6 août 2002 - 19 février 2003       |                       |
| José Guillermo Justiniano † (1947-2007)  | Gonzalo Sánchez de Lozada | 19 février 2003 - 17 octobre 2003   |                       |
| José Antonio Galindo Neder † (1953-2007) | Carlos Mesa               | 19 octobre 2003 - 9 juin 2005       |                       |
| Iván Avilés Mantilla (1954-)             | Eduardo Rodríguez Veltzé  | 14 juin 2005 - 22 janvier 2006      |                       |
| Juan Ramon Quintana Taborga (1959-)      | Evo Morales Ayma          | 23 janvier 2006 - 23 janvier 2010   |                       |
| Oscar Coca Antezana (1955-)              | Evo Morales Ayma          | 23 janvier 2010 - 11 juin 2011      |                       |
| Carlos Romero Bonifaz (1966-)            | Evo Morales Ayma          | 14 juin 2011 - 23 janvier 2012      |                       |
| Juan Ramon Quintana Taborga (1959-)      | Evo Morales Ayma          | 23 janvier 2012 - 23 janvier 2017   |                       |
| René Martínez Callahuanca (1958-)        | Evo Morales Ayma          | 23 janvier 2017 - 23 janvier 2018   |                       |
| Alfredo Octavio Rada Vélez (1965-)       | Evo Morales Ayma          | 23 janvier 2018 - 23 janvier 2019   |                       |
| Juan Ramon Quintana Taborga (1959-)      | Evo Morales Ayma          | 23 janvier 2019 - 10 novembre 2019  |                       |
| Jerjes Enrique Justiniano Atalá (1971-)  | Jeanine Áñez Chávez       | 13 novembre 2019 - 3 décembre 2019  |                       |
| Yerko Martín Núñez Negrette (1973-)      | Jeanine Áñez Chávez       | 3 décembre 2019 - 6 novembre 2020   | [ 3 ]                 |
| María Nela Prada Tejada (1981-)          | Luis Arce                 | 9 novembre 2020 - En cours          |                       |